# Chen Wen Hsi
 (juin 2019).
Chen Wen Hsi (1906–1991) était un artiste singapourien d'origine chinoise, connu pour ses peintures chinoises d'avant-garde.

## Biographie
Chen est né à Jieyang, Guangdong, en Chine, et a fait ses premières études à l'école primaire Chen Li et au collège Saint-Joseph. Après avoir obtenu son diplôme d'études secondaires, Chen décide d'étudier à plein temps les beaux-arts à l'École supérieure des beaux-arts de Shanghai en 1926, malgré l'objection de son oncle. Insatisfait du collège, Chen a été transféré en 1927 au Collège d'Art de Xinhua, où il a reçu l'enseignement d'artistes renommés tels que Pan Tianshou, avec la moitié de ses camarades de classe un an plus tard. En 1929, Chen a obtenu son diplôme et est retourné à Jieyang.
C'est à Xinhua qu'il fit la connaissance de Cheong Soo Pien, Chen Chong Swee et Liu Kang, qui allaient tous devenir les artistes fondateurs du mouvement artistique Nanyang et des éducateurs artistiques pionniers à Singapour en fondant la Nanyang Academy of Fine Arts (académie Nanyang des beaux-arts). 

## Distinctions
Pour sa contribution aux beaux-arts de Singapour, le président Yusof Ishak a décerné à Chen l’Étoile du Service Public (Bintang Bakti Masyarakat) en 1964.
Les efforts artistiques de Chen ont également marqué l'histoire en devenant le premier artiste à recevoir un certain nombre de premiers honneurs. En 1975, Chen s'est vu décerner un doctorat honorifique en lettres par le chancelier de l'Université de Singapour et président de Singapour, Benjamin Sheares. En 1980, il est devenu le premier artiste singapourien à être invité par le Musée national d'histoire de Taïwan et à recevoir la médaille d'or du Golden Chapter. Il a également été le premier à recevoir le Premier prix de la communication publicitaire culturelle de l'ASEAN pour les artistes exceptionnels, en 1987.
Après son décès en 1991, à l'âge de 87 ans, Chen a reçu à titre posthume le Prix d'excellence du Service Public.